# UFC on ESPN: Lemos vs. Jandiroba
UFC on ESPN: Lemos vs. Jandiroba（ユーエフシー・オン・イーエスピーエヌ：レモス・バーサス・ジャンジロバ、別名UFC on ESPN 60）は、アメリカ合衆国の総合格闘技団体「UFC」の大会の一つ。2024年7月20日、ネバダ州ラスベガスのUFC APEXで開催された。

## 大会概要
本大会はアマンダ・レモスとビルナ・ジャンジロバの女子ストロー級戦が組まれた。

## 試合結果

### プレリミナリーカード
第1試合 フェザー級 5分3R
○  トーマス・ピーターセン vs.  モハメド・ウスマン ×
3R終了 判定3-0（30-27、30-27、30-27）
第2試合 女子フライ級 5分3R
○  ルアナ・カロリーナ vs.  ルーシー・プディロヴァ ×
3R終了 判定3-0（29-28、29-28、30-27）
第3試合 ライト級 5分3R
○  トレイ・オグデン vs.  ルイク・ラジャボフ ×
3R終了 判定3-0（29-28、29-28、30-27）
第4試合 女子フライ級 5分3R
○  ミランダ・マーベリック vs.  ディオネ・バルボサ ×
3R終了 判定3-0（29-28、30-27、30-27）
第5試合 バンタム級 5分3R
○  コーディ・ギブソン vs.  ブライアン・ケレハー ×
1R 3:58 肩固め

### メインカード
第6試合 フェザー級 5分3R
○  ハイダー・アミル vs.  リー・ジョンヨン ×
1R 1:05 TKO（スタンドパンチ連打）
第7試合 フェザー級 5分3R
○  チェ・ドゥホ vs.  ビル・アルジオ ×
2R 3:38 TKO（左フック）
第8試合 フライ級 5分3R
○  ブルーノ・シウバ vs.  コーディ・ダーデン ×
2R 2:58 TKO（右アッパー→パウンド）
第9試合 ライト級 5分3R
○  カート・ホロボー vs.  カイナン・クルシェウスキー ×
3R終了 判定3-0（29-28、29-28、29-28）
第10試合 フェザー級 5分3R
○  スティーブ・ガルシア vs.  チェ・スンウ ×
1R 1:36 TKO（左フック→パウンド）
第11試合 女子ストロー級 5分5R
○  ビルナ・ジャンジロバ vs.  アマンダ・レモス ×
2R 4:48 腕ひしぎ十字固め

### 各賞
ファイト・オブ・ザ・ナイト：該当無し
パフォーマンス・オブ・ザ・ナイト：ビルナ・ジャンジロバ、スティーブ・ガルシア、ブルーノ・シウバ、ハイダー・アミル
各選手にはボーナスとして5万ドルが授与された。

### カード変更
負傷などによるカードの変更は以下の通り。